# Дойсутхеп
Дойсутхеп (тайск. ดอยสุเทพ) — гора в окрестностях города Чиангмай.
Высота над уровнем моря — 1601 м. Геологически сложен гранитом. Дойсутхеп является частью хребта Лойлар. Вместе с соседней верщиной Дойпуй (1685 м) является частью национального парка Дойсутхеп-Дойпуй.
На вершине Дойсутхепа, расположенной в 15 км от центра Чиангмая, в 1383 году был построен Ват Прахат Дой Сутхеп. Это место является священным для многих тайцев. По легенде именно здесь умер белый слон, после чего началось строительство вата.